# Saint-Martin-le-Gréard
Saint-Martin-le-Gréard település Franciaországban, Manche megyében. Lakosainak száma 618 fő (2022. január 1.). Saint-Martin-le-Gréard Hardinvast, Breuville, Brix, Couville és Tollevast községekkel határos.

## Népesség
A település népessége az elmúlt években az alábbi módon változott:
| Lakosok száma | 153  | 208  | 216  | 350  | 481  | 491  | 515  | 567  | 587  | 618  |
|               | 1968 | 1982 | 1990 | 2006 | 2013 | 2015 | 2017 | 2019 | 2020 | 2022 |